# Erős Pál (színművész)
Erős Pál (Hódmezővásárhely, 1910. május 21. – Budapest, 1985. október 21.) magyar színész, rendező.

## Életpályája
Erős Izidor biztosítási hivatalnok és Schwarcz Emma fiaként született zsidó családban. Apja 1910-ben magyarosította családnevét Sterkről Erősre. Rákosi Szidi színiiskolájában tanult és a Király Színházban kezdte pályáját. 1932-től különböző vidéki társulatokban szerepelt. 1938-ban Debrecenbe szerződött. 1944-ben töröltek a Színművészeti Kamara tagjai közül.
1945 után egy évig Kecskeméten játszott és rendezett, majd egy évig a soproni társulat főrendezője volt. 1949 és 1951 között szórakoztató műsorokban vett részt. 1951-től az Állami Faluszínház egyik alapító tagja, illetve a jogutód Állami Déryné Színház művésze volt nyugdíjazásáig, 1970-ig. Pályája kezdetén elsősorban táncoskomikus, később főként karakterszerepeket alakított.
Első felesége Hován Irén színésznő volt, akit 1935. augusztus 1-jén Budapesten vett nőül. 1946. január 12-én Kecskeméten házasságot kötött Bázsa Éva színésznővel. Ezen házasságai válással végződtek. Harmadik felesége Czéh Gitta színésznő volt.

## Fontosabb színházi szerepei
- Molière: Tartuffe... Lojális úr, Cléante
- Molière: Dandin György... Lükeházy
- Victorien Sardou: Szókimondó asszonyság... Fouché
- Harriet Beecher Stowe: Tamás bátya kunyhója... Dirks
- George Bernard Shaw: Warrenné mestersége... Sir George Crofts
- Alekszandr Nyikolajevics Osztrovszkij: Karrier (A négylábú is botlik)... Golutvin
- Roger Martin du Gard: Furfangos örökös... Joseph; A jegyző
- Kodály Zoltán: Háry János... Ebelasztin lovag
- Jókai Mór: Az arany ember... Ali Csorbadzsi; Krisztyán Tódor
- Jókai Mór: A kőszívű ember fiai... Hardbiró ezredes
- Mikszáth Kálmán: Tavaszi rügyek... Gábel István, a természetrajz tanára
- Molnár Ferenc: Liliom... Fogalmazó
- Molnár Ferenc: A Pál utcai fiúk... Geréb apja
- Dobozy Imre: Szélvihar... Szirom Gazsi
- Nyíri Tibor: Menyasszonytánc... Baraksó
- Bartos Ferenc – Baróti Géza: Mindent a mamáért... Dobos
- Örsi Ferenc: Láthatatlan szerelem... Borsós
- Huszka Jenő: Lili bárónő... Miniszter
- Zerkovitz Béla: Csókos asszony... Salvator
- Mark Twain: Koldus és királyfi... Főkóstoló

## Rendezéseiből
- Ábrahám Pál: Bál a Savoyban
- Heltai Jenő: A néma levente

## Filmek, tv
- Felmegyek a miniszterhez (1962)
- Rózsa Sándor (1971)